# My Contracted Husband, Mr. Oh
My Contracted Husband, Mr. Oh (en hangul, 데릴남편 오작두; RR: Derilnampyeon Ojakdu) es una serie televisiva coreana dirigida por Baek Ho-min y protagonizada por Kim Kang-woo, Uee, Jung Sang-hoon, y Han Sol-hwa. Se emitió los sábados desde el 3 de marzo hasta el 19 de mayo de 2018 por el canal MBC televisión, de 20:45 a 23:10 (hora local coreana), a razón de dos episodios por día.

## Sinopsis
Han Seung-Joo (Uee) es una mujer soltera de unos 30 años que trabaja como PD en una estación de radiodifusión. Le va bien en su trabajo, pero no es tan buena cuando se trata de las tareas del hogar. Han Seung-Joo tiene dificultades para lidiar con los prejuicios sociales sobre las mujeres solteras. Para ganarse el estatus de «mujer casada», Han Seung-Joo se casa con Oh Jak-Doo (Kim Kang-woo), que vive en la montaña. Su matrimonio no se basa en el amor, pero su relación se desarrolla románticamente.

## Reparto

### Principal
- Kim Kang-woo como Oh Jak-doo/Oh-Hyuk, un recluso que hace gayageum.[4]
- Uee como Han Seung-joo. Una PD independiente, que cree que tener un esposo resolverá su traumática experiencia.[5]
- Jung Sang-hoon como Eric Cho/Cho Bong-Sik.[6]
- Han Sun-hwa como Jang Eun-jo.[7]

### De apoyo
- Han Sang-jin como Bang Yong-min, marido de Se-mi.[8]
- Park Jung-soo como Park Jung-ok.
- Seol Jung-hwan como Han Seung-tae.[9]
- Park Min-ji como Kwon Se-mi, mujer de Yong-min, la mejor amiga de Seung-joo.[8][10]
- Jung Chan como Hong In-pyo.
- Jung Soo-young como Park Kyung-sook.
- Kim Bo-mi como Bang Jung-mi.
- Oh Mi-yeon como Kim Gan-nan.
- Park Hye-jin como Na Joong-rye.
- Bang Eun-hee como Bae Yi-bi.
- Choi Sung-jae como Oh Byung-chul.
- Seo Woo-jin.

## Producción
El papel principal femenino se ofreció primero a Kim Hyun-joo y luego a Lee Min-jung, pero ambas declinaron participar en la serie.
La primera lectura del guion tuvo lugar el 21 de enero de 2018.

## Audiencia
| Episodio | Fecha de emisión original | Índice de audiencia | Índice de audiencia | Índice de audiencia | Índice de audiencia |
| Episodio | Fecha de emisión original | TNmS                | TNmS                | AGB Nielsen         | AGB Nielsen         |
| Episodio | Fecha de emisión original | Nacional            | Seúl                | Nacional            | Seúl                |
| -------- | ------------------------- | ------------------- | ------------------- | ------------------- | ------------------- |
| 1        | 3 de marzo de 2018        | 9,1% (10.º)         | 9,0%                | 7,9% (12.º)         | 7,8% (13.º)         |
| 2        | 3 de marzo de 2018        | 11,4% (3.º)         | 10,9%               | 10,4% (7.º)         | 10,0% (8.º)         |
| 3        | 10 de marzo de 2018       | 9,6% (10.º)         | 9,2%                | 9,0% (6.º)          | 9,3% (5.º)          |
| 4        | 10 de marzo de 2018       | 13,3% (2.º)         | 12,9%               | 13,0% (2.º)         | 13,4% (2.º)         |
| 5        | 17 de marzo de 2018       | 9,1% (6.º)          | 8,7%                | 9,4% (6.º)          | 9,8%(6.º)           |
| 6        | 17 de marzo de 2018       | 12,4% (3.º)         | 11,8%               | 12,4% (3.º)         | 12,9% (3.º)         |
| 7        | 24 de marzo de 2018       | 9,7%(7.º)           | 9,6%                | 9,2% (6.º)          | 9,2% (6.º)          |
| 8        | 24 de marzo de 2018       | 13,4% (3.º)         | 12,8%               | 12,9% (2.º)         | 13,4% (3.º)         |
| 9        | 31 de marzo de 2018       | 8,2% (9.º)          | 8,1%                | 8,4% (7.º)          | 8,5% (6.º)          |
| 10       | 31 de marzo de 2018       | 11,5% (3.º)         | 11,2%               | 11,7% (2.º)         | 11,4% (2.º)         |
| 11       | 7 de abril de 2018        | 10,0% (4.º)         | 9,3%                | 9,5% (4.º)          | 12,7% (4.º)         |
| 12       | 7 de abril de 2018        | 13,5% (2.º)         | 12,9%               | 10,2% (2.º)         | 13,3% (2.º)         |
| 13       | 14 de abril de 2018       | 9,2% (6.º)          | 9,1%                | 9,3% (5.º)          | 9,3% (5.º)          |
| 14       | 14 de abril de 2018       | 12,7% (2.º)         | 9,6%                | 12,2% (2.º)         | 12,3% (2.º)         |
| 15       | 21 de abril de 2018       | 9,1% (10.º)         | 9,4%                | 9,7% (5.º)          | 10,0% (5.º)         |
| 16       | 21 de abril de 2018       | 11,4% (3.º)         | 12,0%               | 12,7% (3.º)         | 12,9% (3.º)         |
| 17       | 28 de abril de 2018       | 8,3% (9.º)          | 8,2%                | 7,9% (9.º)          | 8,0% (9.º)          |
| 18       | 28 de abril de 2018       | 11,6% (3.º)         | 11,4%               | 11,6% (3.º)         | 11,8% (3.º)         |
| 19       | 5 de mayo de 2018         | 8,3% (12.º)         | 8,2%                | 7,4% (10.º)         | 7,4% (8.º)          |
| 20       | 5 de mayo de 2018         | 11,2% (3.º)         | 10,6%               | 11,2% (3.º)         | 11,7% (2.º)         |
| 21       | 12 de mayo de 2018        | 9,1% (10.º)         | 8,5%                | 9,1% (6.º)          | 9,6% (6.º)          |
| 22       | 12 de mayo de 2018        | 11,6% (2.º)         | 10,7%               | 13,1% (2.º)         | 14,0% (2.º)         |
| 23       | 19 de mayo de 2018        | 8,3% (8.º)          | -                   | 7,7% (7.º)          | 8,0% (5.º)          |
| 24       | 19 de mayo de 2018        | 13,4% (2.º)         | -                   | 11,7% (3.º)         | 11,9% (2.º)         |
| Promedio | Promedio                  | 10,7%               | -                   | 10,4%               | 10,7%               |

## Premios y nominaciones
| Año  | Premio                  | Categoría                                                                    | Candidato                     | Resultado | Ref.          |
| ---- | ----------------------- | ---------------------------------------------------------------------------- | ----------------------------- | --------- | ------------- |
| 2018 | 11.º Korea Drama Awards | Premio a la excelencia, actriz                                               | Uee                           | Nominada  | [ 15 ] [ 16 ] |
| 2018 | 11.º Korea Drama Awards | Premio Personaje popular - masculino                                         | Jung Sang Hoon                | Ganador   | [ 15 ] [ 16 ] |
| 2018 | 6.º APAN Star Awards    | Premio a la excelencia, actor en serie dramática                             | Kim Kang Woo                  | Nominado  | [ 17 ]        |
| 2018 | 6.º APAN Star Awards    | Premio a la excelencia, actriz en serie dramática                            | Uee                           | Nominada  | [ 17 ]        |
| 2018 | 2018 MBC Drama Awards   | Serie del año                                                                | My Contracted Husband, Mr. Oh | Nominada  | [ 18 ]        |
| 2018 | 2018 MBC Drama Awards   | Premio a la gran excelencia, actor en serie de fin de semana                 | Kim Kang Woo                  | Ganador   | [ 18 ]        |
| 2018 | 2018 MBC Drama Awards   | Premio a la gran excelencia, actriz en un proyecto especial de fin de semana | Uee                           | Nominada  | [ 18 ]        |
| 2018 | 2018 MBC Drama Awards   | Premio a la excelencia, actor en serie de fin de semana                      | Jung Sang Hoon                | Ganador   | [ 18 ]        |
| 2018 | 2018 MBC Drama Awards   | Premio a la excelencia, actriz en un proyecto especial de fin de semana      | Han Sun-hwa                   | Nominada  | [ 18 ]        |
| 2018 | 2018 MBC Drama Awards   | Premio Parodia Orgánica                                                      | Kim Kang-woo y Uee            | Ganadores | [ 18 ]        |